# Okome kyrka
Okome kyrka är en kyrkobyggnad i Okome församling i Göteborgs stift. Den ligger i kyrkbyn Okome i Falkenbergs kommun.

## Kyrkobyggnaden
På platsen för den nuvarande kyrkan har det legat en kyrka ända sedan 1100-talet. Den lilla medeltidskyrkan revs dock 1890 för att ge plats åt den nya kyrkan som invigdes den 20 november 1891 av biskop E H Rodhe.

### Historia
På en originalteckning, som finns i sakristian, av prosten Anders Petersson Widberg kan man se kyrkans utseende i slutet av 1790-talet med ett rektangulärt skepp, ett smalare kor med en rund absid i öster samt ett torn av trä i väster. Kyrkans hela längd var 35½ aln och 12½ aln hela dess bredd.
Från början saknades torn och kyrkklockorna hängde istället i en fristående klockstapel. Det första tornet byggdes 1731, men konstruktionen var bristfällig och det fick ersättas av ett nytt efter endast några decennier. Detta byggdes år 1766 av trä intill västra gaveln och var rödmålat. Tornspiran pryddes av en kopparglob och ovanför denna en väderflöjel med årtalet 1666 utstansat, vilket troligen tidigare suttit på den gamla klockstapeln.
Från gamla protokoll kan man utläsa att kyrkan förbättrades flera gånger. År 1737 satte man in nya inbyggda ”stolar” (bänkar) och ett nytt golv. År 1759 utförde kyrkomålaren Henrik Andersson Wibeck i Varberg målning av ”himblingen” (det välvda innertaket). År 1767 oljemålades kyrkan av Peter Bernhard Röhn från Falkenberg.

### Ombyggnad 1816
Prosten Widberg utvecklade en otrolig energi som ”kyrkorestauratör”. Under hans tjänstetid utplånades såväl Svartrå som Okome kyrkors medeltida karaktär. År 1805 ombyggdes kyrkan i Svartrå, då man bröt ner koret och absiden så att kyrkan kom att bli lika bred till hela sin längd. Den 16 april 1816 hade turen kommit till Okome kyrka . Under det omfattande arbetet påträffades bland annat under golvet vid altaret 11 likkistor och ytterligare två under golvet i skeppet, vilka bars ut och nedsattes i en ny grav nordost om kyrkan. Läktaren byggdes om och nya (större) fönster sattes in . Delar av det vackert målade innertaket bröts ner och blev återanvänt till inklädning av kyrkbänkarna. Två nya ljuskronor av kristall och en dito av trä sattes upp och kyrkan kunde högtidligen återinvigas första söndagen i Advent år 1816. Först nästa sommar kalkströks kyrkan in- och utvändigt och samma år blev allt annat målningsarbete (inklusive stora delar av innertaket) verkställt av kyrkomålaren Jacob Magnus Hultgren i Varberg. Slutligen i september 1819 var arbetet helt färdigställt i och med att yttertaket då blev spåntäckt i sin helhet.

### Beskrivning av den gamla kyrkan
Ett märkesår i församlingslivet var 1864 då ett orgelverk, församlingens första, byggdes och installerades av Carl Nilsson i Ullared.
Kyrkan som revs var byggd i natursten och kalkrappad samt hade en längd av 45 alnar med 12 alnars bredd . På en vimpel över gavelspetsen stod A.P.W. 1816. Kyrkans liksom tornets tak var klätt med ekspån. Kyrkogården omgärdades av en enkel stenmur som var försedd med två överbyggda stigportar. Den som låg mot Lynga var stor och bred så att man kunde köra igenom den med häst och vagn samt var försedd med två breda dörrar. Den mot prästgården var mindre och stängdes med en enkel dörr.
Inga bilder finns bevarade av den gamla kyrkans interiör men ögonvittnen har berättat att kyrkan saknade uppvärmning och att bänkraderna var vitmålade och gick helt ut till väggarna. Taket hade en rik bilddekoration med scener ur bibliska historien. Predikstol med baldakin (takhimmel), altaruppsats och läktarskranket med apostlabilder var ett mycket förnämligt arbete i renässansstil . Den praktfulla inredningen hade tillkommit på initiativ av Herr Lars  som var kyrkoherde här under decennierna närmast före år 1650.
En i dessa bygder påvisbar andlig och kyrklig livaktighet vilken kulminerade under 1880-talet, och som tog sig uttryck i att kyrkorna var så proppfulla att man till och med satt i fönsteröppningarna, fick församlingens prästerskap att ropa på nya och större gudstjänstrum. År 1886 beslöt därför kyrkostämman att en ny kyrka skulle uppföras på den gamla kyrkans plats, och tre år senare kunde kyrkostämman godkänna ritningsförslag till sin nya kyrkobyggnad. Den gamla kyrkan fick sin definitiva dödsdom, sedan Kungliga Vitterhets Historie och Antikvitets Akademien i ett utlåtande den 5 februari 1890 förklarat, att ”kyrkan varken ur antiqvarisk eller konstnärlig synpunkt är märklig”. Två månader senare lämnade Kungl. Maj:t ”nådigt tillstånd” till kyrkans rivning, dock på det uttryckliga villkoret att kyrkans gamla inventarier omsorgsfullt förvarades (vilket församlingen verkar saklöst satt sig över, och med ett par undantag gjort ”rent hus” ). Så gott som samtliga gamla inventarier såldes och några av dessa kom via mellanhänder att hamna på Kulturen (Kulturhistoriska museet) i Lund. Orgelverket såldes och uppsattes i sin helhet i Älvsereds kyrka.
Till de inventarier som skingrades utan att kunna spåras hör ett triumfkrucifix av ek som hängde på långskeppets norra vägg, en rikt järnbeslagen kyrkkista av ek  och kyrkstocken som var placerad vid vapenhusingången i söder  samt ett porträtt i ”Lebensgröße” av Jens Pedersen Falchovius . Fragment av krönet till läktarbröstvärnet från 1600-talet har kommit till Hallands kulturhistoriska museum i Varberg.

### Den nya kyrkan
I slutet av 1800-talet hade församlingen betydligt fler invånare än senare, och man byggde därför kyrkan med runt 500 bänkplatser.
Kyrkan uppfördes i delvis gotisk, delvis romansk stil efter ritningar av arkitekt Adrian C. Peterson i Göteborg till en kostnad av 33 500 kronor.
Den medeltida altaruppsatsen ersattes med en enklare och bakom denna sattes ett skrank upp som tjänade som sakristia. Breda bänkar med fyrarmade ljusstakar mitt på varje bänk fyllde upp kyrkorummet. Den rikt utsirade medeltida dopfunten med runt korsformad cuppa samt predikstolen från 1600-talet fick dock följa med in i den nya kyrkan . En helmekanisk orgel med två manualer och pedal tillverkades av Salomon Molander i Göteborg.
År 1925 hade uppkomna sättsprickor i murarna, flagnande puts och läckande tak framtvingat en omfattande restaurering av kyrkan till en kostnad som till och med översteg dess byggkostnad eller cirka 45 000 kronor.
En sexkantig baldakin som sålts till Kulturen, återköptes 1936  och hängdes åter upp ovanför predikstolen.

### Kyrkans interiör efter 1960
Vid en restaurering 1960-1961 som gjordes efter ritningar av arkitekt Johannes Olivegren fick kyrkan en ganska unik interiör. Kyrkorummet avkortades då man under läktaren byggde två rum, sakristia till vänster och samlingsrum till höger. Mellan dessa gjordes ett genomgångsrum som skildes från kyrkorummet av en stor glasdörr. Framför läktaren sattes ännu ett bröstvärn upp med 14 målade bilder på Jesus, Maria och apostlarna vilka suttit i den medeltida kyrkan. 
Bänkarna nytillverkades i laserat trä ordnade i fyra kvarter där de yttre gavlarna på första och sista bänken i varje bänkkvarter utformades som höga ljusbärare med tre lampor vardera. Även i koret sattes liknande ljusbärare. Ett avstånd av två meter från väggarna runt hela kyrkan lämnades fritt, dels för att markera placeringen av den gamla medeltida kyrkan, dels som en processionsgång runt hela kyrkorummet. 
Den gamla altaruppsatsen från 1636 återköptes samtidigt från Kulturen och sammanfogades med det nya altarbordet i samma stil och material som bänkinredningen. Predikstolen ändrade sin form på så vis att bildspeglarna veks ut så att man samtidigt kunde se fler bilder och stolen blev bredare. 
Dopfunten är av sandsten och består av sju delar. Cuppan är fyrpassformad med figurscener från Jesu barndoms historia. Skaftet är likaså fyrpassformad. Foten är ställd på fyra fristående plintar som är framställda som odjursliknande figurer. Dopfunten är daterad till 1200-talets slut eller början av 1300-talet.
Kyrkogården utvidgades åt öster och sydväst år 1981 och en ekonomibyggnad uppfördes i den nordöstra delen år 1991.

## Orglar
- Församlingens första piporgel med en manual och bihangspedal tillverkades av orgelbyggaren och organisten Carl Nilsson i Ullared och invigdes år 1864. Vid rivningen av den gamla kyrkan såldes orgelverket i sin helhet och uppsattes i Älvsereds kyrka där den var i bruk till år 1921.
- Den nyinvigda kyrkan fick en tvåmanualig orgel med pedalverk tillverkad 1891 av Salomon Molander.
- Molanders verk ersattes 1980 av en ny helmekanisk orgel från Tostareds Kyrkorgelfabrik, omfattande tjugo stämmor fördelade på två manualer och pedalverk. Fasaden och ett antal stämmor från den äldre Molanderorgeln bibehölls.

## Bilder

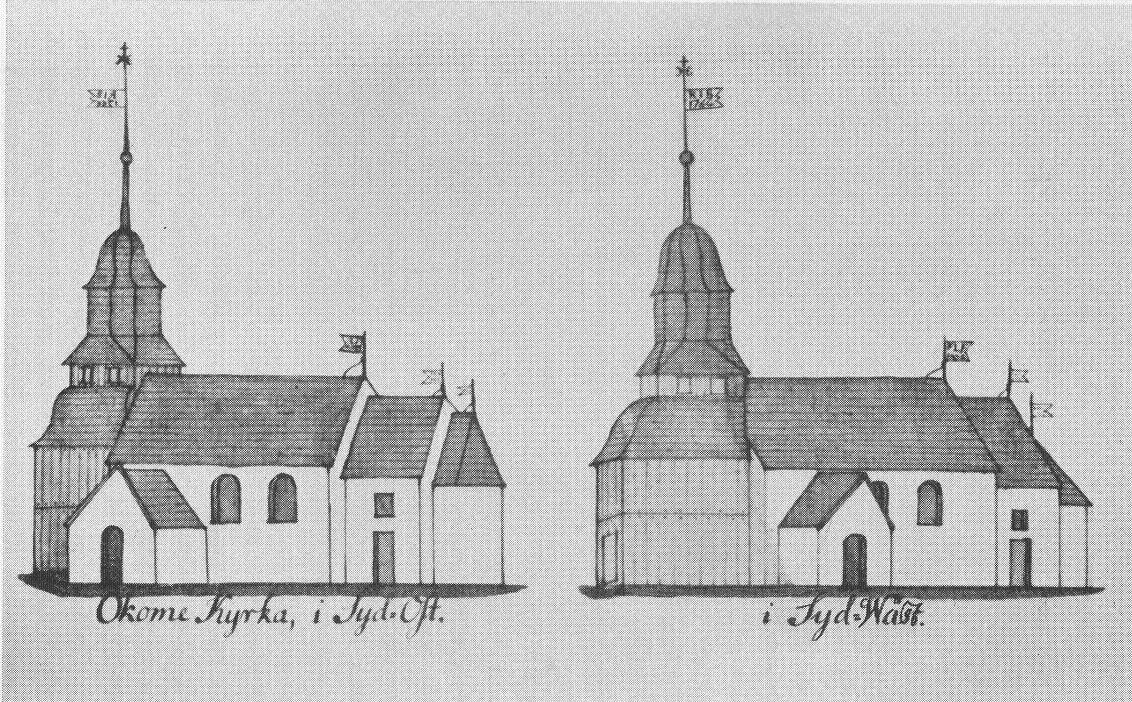
Okome gamla kyrka vid slutet av 1790-talet, efter teckning av prosten A.P. Widberg
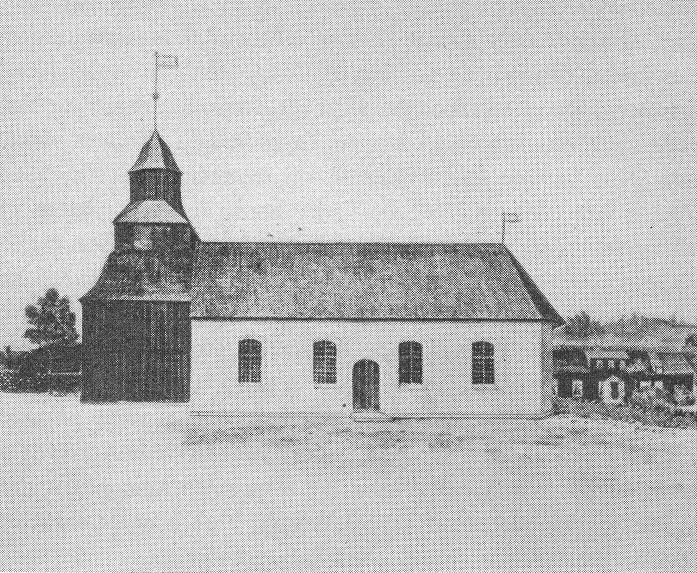
Okome gamla kyrka med prästgården vid tiden för rivningen år 1890, efter teckning av folkskolläraren J. Johnsson i Köinge
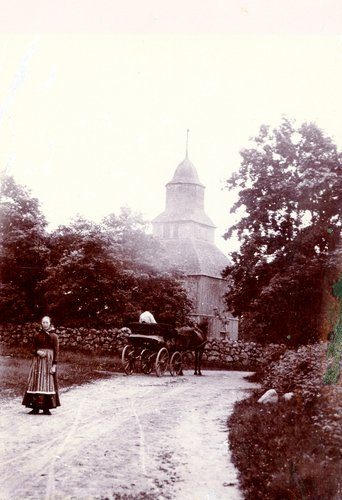
Okome gamla kyrka
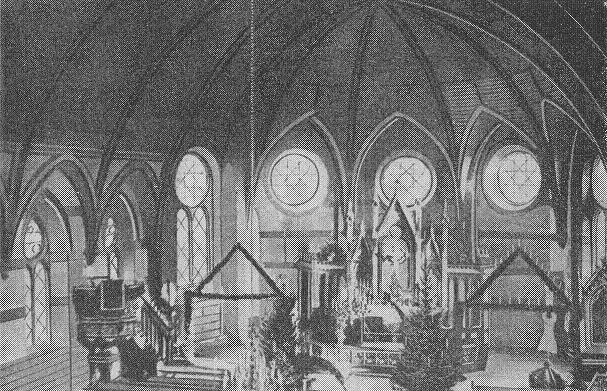
Okome nya kyrka julen 1891 (från gammalt vykort)
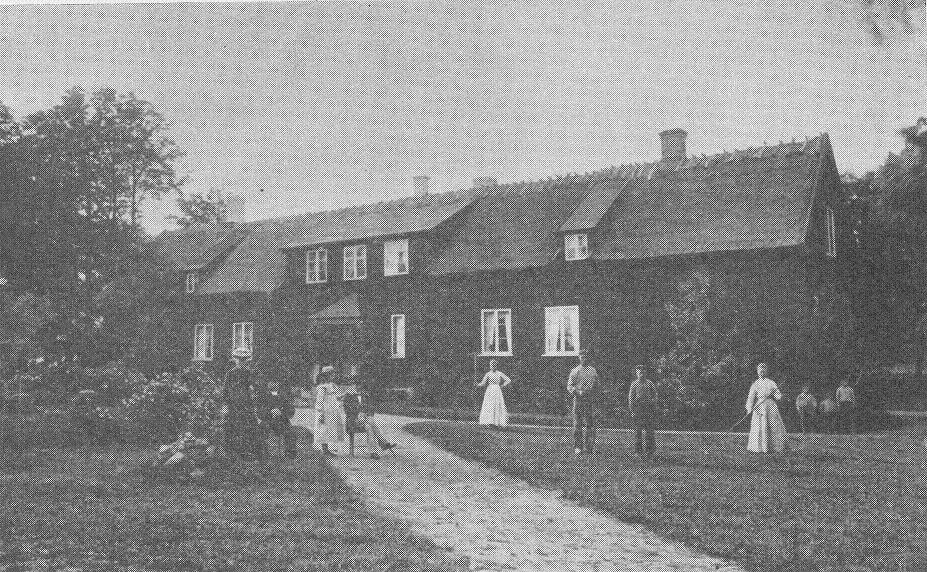
Okome gamla prästgård, riven på 1910-talet
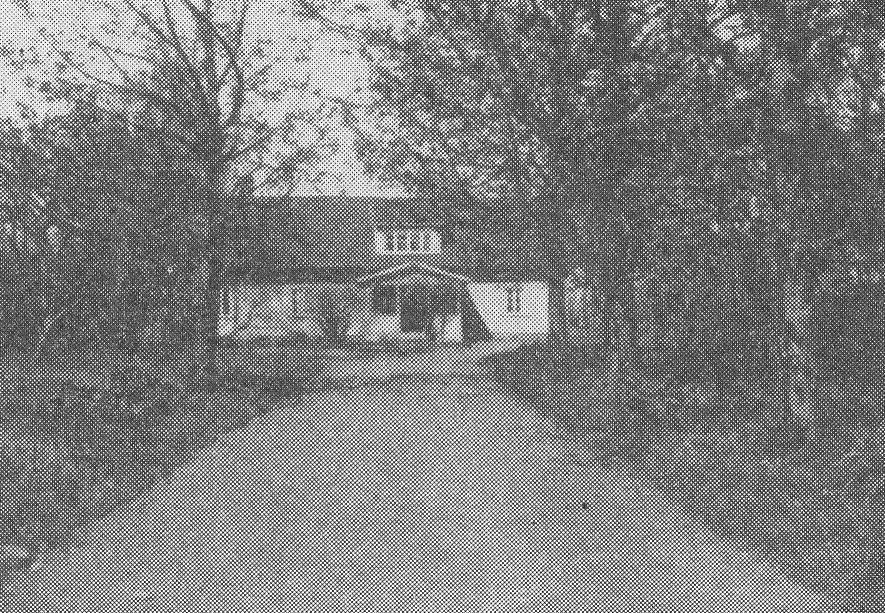
Gamla komministerbostället i Magård
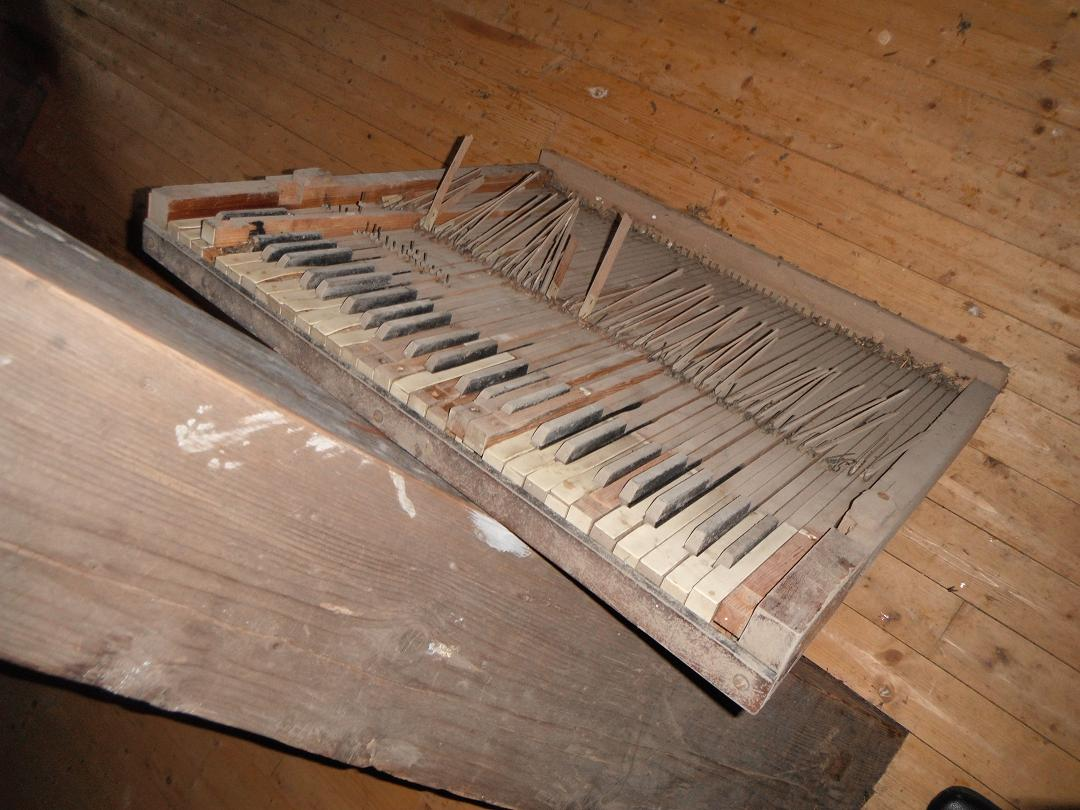
Det i Älvsereds kyrka ännu bevarade spelbordet till piporgeln tillverkad för Okome kyrka 1864.
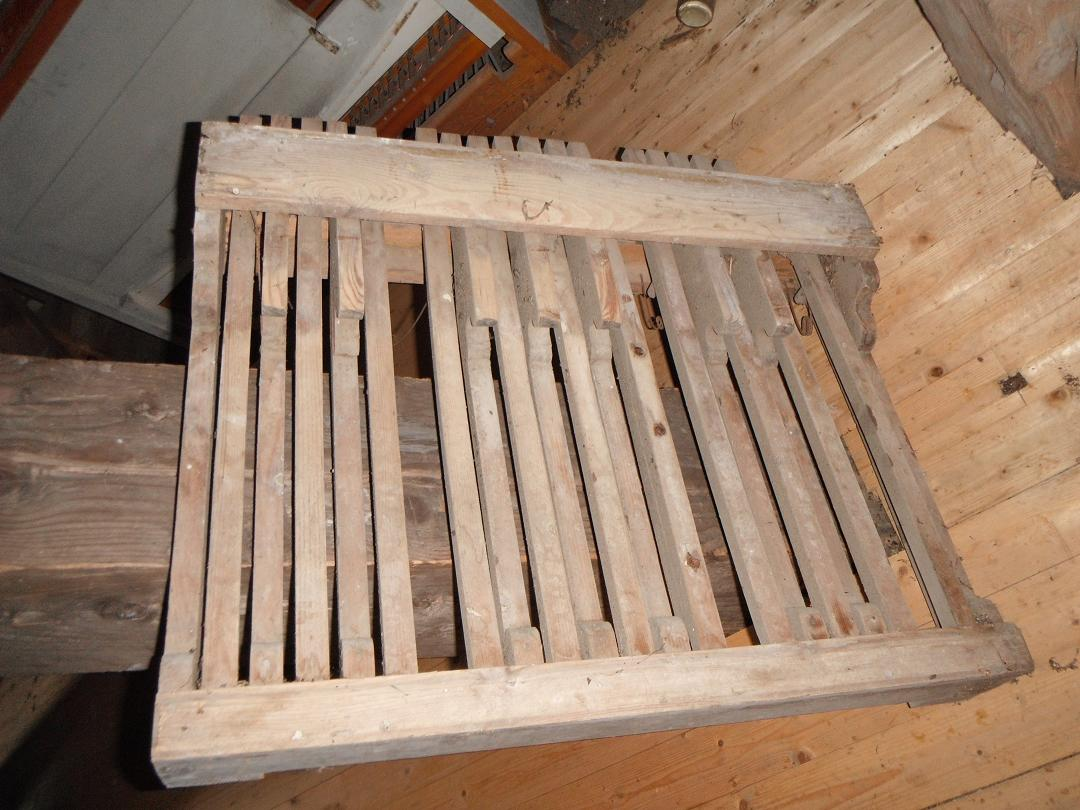
Pedalklaviaturen till 1864 års orgel.

### Fotnoter
1. ↑  Ur Halland (tidningen) 21 november 1891: "Okome nya kyrka invigdes högtidligen under gårdagen, dervid biskop Rodhe, iklädd full ornat, höll invigningstalet, som hade till ämne, Predikarebokens 4 kapitel, 17 versen. Fjorton prestmän assisterade. Efter invigningstalet höll predikan av kyrkoherde Högrelius. Högtidligheten, som tog sin början kl. ½ 9 f. m., hade fyllt det nya templet med åhörare från när och fjerran. Efter visitationens slut gaf kyrkoherde Högrelius middag för ett stort antal inbjudne."(Nämnda citat ur Karl XII:s bibel från 1703, vilken var den officiella svenska kyrkobibeln fram till 1917:"Bewara din fot, när du går till Guds hus, och kom till att höra; det är bättre än de dårars offer: ty de weta icke, hwad ondt de göra.")
2. ↑  Prosten Widberg, en föregångsman på flera områden och mycket kulturhistoriskt intresserad, har omedelbart efter sitt tillträde till kyrkoherdetjänsten i Okome år 1797, dels tecknat, dels beskrivit pastoratets samtliga kyrkor
3. ↑  Widberg själv har lämnat en detaljrik beskrivning hur man gick tillväga med församlingens medeltidskyrka. (Se ”Ahlmanska boken” i kyrkoarkivet)
4. ↑  ”Förut woro Fenstrens antal endast … hvaraf blott ett fants på norra sidan, hvadan ock kyrkan på wissa tider och ställen war mörk och nära lik en Källare, då dessa fenster sutto olika högt och war af olika storlek. Nu blefvo 8 Fenster af lika Höjd och Storlek samt af lika afstånd från hvarandra upsatta både på norra och södra sidorna samt ett mindre bakom Altaret. Äfven gjordes en dörr eller ingång i Kyrkan mitt på södra sidan och en ingång i wäster under Tornet samt en i öster bakom Altaret.” (citat ur prosten Widbergs bevarade anteckningar)
5. ↑  Innan den gamla kyrkan revs gjorde folkskolläraren i Köinge J. Johnsson en omsorsfull uppmätning, samt en avbildning av kyrkan
6. ↑  Enligt experter representerade dessa snickerier och målningar överhuvudtaget det bästa som nordisk kyrklig konst vid denna tid, närmast före mitten av 1600-talet, åstadkommit. (Kulturhistoriska Förenings i Lund årsskrift 1910-1911)
7. ↑  ”Laurentzius Abrahamius Lundensis hujus loci pastor” (Översatt: Lars Abrahamsson från Lund, präst här)
8. ↑  Kyrkans protokoll och räkenskaper visar hur de flesta inventarier såldes undan i ”löndom”, ofta för en spottstyver
9. ↑  Enligt en sagesman hamnade kistan hos en snickare i Välasjö som tillverkade ett skrivbord av ekvirket
10. ↑  Kyrkstocken lär ha använts som hjälpredskap vid stenbrytningen då nya kyrkan uppfördes
11. ↑  Herr Jens var kyrkoherde i Okome 1677-1691
12. ↑  Den muntliga traditionen på orten berättar att predikstolen är ett krigsbyte från Trettioåriga kriget, en uppgift som inte verifierats
13. ↑  Återköpet möjliggjordes genom en donation av handlaren Alfred Nordström och hans maka i Ätrafors
14. ↑  Medeltida konstarv i Hallands kyrkor, ISBN 9789163744990